# Altiplano Cundiboyacense
Altiplano Cundiboyacense [altiˈplano kundiβoʝaˈsense] je visoka planota v Cordilleri Oriental kolumbijskih Andov, ki pokriva dele departmajev Cundinamarca in Boyacá. Altiplano ustreza starodavnemu ozemlju ljudstva Muisca. Altiplano Cundiboyacense obsega tri značilne ravninske regije; savana Bogotá, dolini Ubaté in Chiquinquirá ter dolini Duitama in Sogamoso. Povprečna nadmorska višina altiplana je približno 2600 metrov nad morsko gladino, vendar se giblje od približno 2500 metrov do 4000 metrov.

## Etimologija
Altiplano v španščini pomeni "visoka planota", drugi del je kombinacija departmajev Cundinamarca in Boyacá.

## Geografija
Meje Altiplana niso strogo določene. Visoko planoto obdajajo višje gore vzhodnih verig, z gorami Sumapaz na jugu in Chingaza na vzhodu. Dolina Tenza je vzhodno od Altiplana, Ocetá Páramo in kanjon Chicamocha pa severovzhodno.

### Podenote
Altiplano je razdeljen na tri glavne doline, od severovzhoda do jugozahoda:
- Dolina Iraca
- Dolini Ubaté in Chiquinquirá
- Savana Bogotá

### Podnebje
Povprečna temperatura na Altiplano Cundiboyacense je 14 °C, v razponu od 0 °C do 24 °C. Najbolj suhi meseci v letu so od decembra do marca, medtem ko je dež pogostejši v aprilu, maju, septembru, oktobru in novembru. Od junija do avgusta pihajo močni vetrovi. Toča je na Altiplanu pogosta.

### Páramo
Altiplano Cundiboyacense je obdan z različnimi edinstvenimi andskimi ekosistemi in jih vsebuje; páramo 60 % vseh páramov na svetu je v Kolumbiji. (Natančneje, v departmaju Boyacá z najbolj relativnim območjem páramo). Boyacá je departma, kjer je 18,3 % celotne nacionalne površine. Na jugu je Sumapaz páramo (največji na svetu) naravna meja Altiplana. Chingaza vsebuje páramo vegetacijo, prav tako najlepši je Ocetá páramo na severovzhodu. Na Altiplanu páramo ustvarja mikroklima okolice jezera Iguaque.

## Gospodarstvo
Mesto Bogotá je skupaj z več okoliškimi mesti pomembno industrijsko in storitveno središče. Mesti Bogotá in Tunja sta pomembni univerzitetni središči.
Mesto Tunja izstopa kot drugo najpomembnejše mesto na celotnem altiplanu, poleg tega, da je najbolje ohranjeno zgodovinsko središče Kolumbije postalo pomembno turistično in kulturno središče, uradno razglašeno za nacionalni spomenik.
V Zipaquirá, Cajicá, Nemocón in Sesquilé so pomembni rudniki in obrati za rafiniranje soli.
Glavna dejavnost zunaj mest, je kmetijska dejavnost, kjer izstopajo mlečni izdelki ter pridelki krompirja in koruze. Gojijo se tudi pšenica, ječmen, soja, breskev, drevesni paradižnik, Physis peruviana uchuva, robidnica, v Sabana de Bogotá so pomembne cvetlične kulture.

## Mesta
Najpomembnejše mesto na Altiplano Cundiboyacense Bogotá. Druga mesta od severovzhoda do jugozahoda so:Sogamoso, Duitama, Chiquinquirá, Villa de Leyva, Tunja, Ubaté, Suesca, Tocancipá, Zipaquirá, Cajicá, Chía, Facatativá, Soacha.

## Hidrologija
Altiplano Cundiboyacense ima številne reke in jezera.

### Reke
Porečje reke Magdalene
- reka Bogotá

levoTeusacá, Juan Amarillo, Fucha, Tunjuelo, Soacha
desnoNeusa, Río Frío, Bojacá, Subachoque, Sogamoso, Chicamocha, Suárez, Ubaté
Porečje reke Orinok, via reke MetaCravo Sur, Cusiana, Guavio, Lengupá, Upía

### Jezera
Naravna
- jezero Tota, največje v Kolumbiji
- jezero Fúquene
- jezero Guatavita
- jezero Herrera
- jezero Iguaque
- jezero Siecha
- jezero Suesca

Umetna: zbiralniki La Copa, El Muña, Neusa, San Rafael, Sisga, Sochagota, Tominé, Herrera (since 1973)

### Slapovi
- Slapovi Tequendama

### Mokrišča
- El Burro
- Capellanía
- La Conejera
- Córdoba
- La Florida
- Guaymaral y Torca
- La Isla
- Jaboque
- Maiporé
- Meandro del Say
- El Salitre
- Santa María del Lago
- Techo
- Tibabuyes
- Tibanica
- La Vaca